# COVID-19-Pandemie in Schleswig-Holstein
Die COVID-19-Pandemie tritt in Schleswig-Holstein seit 2020 als Teil der weltweiten COVID-19-Pandemie und im Besonderen der COVID-19-Pandemie in Deutschland auf. Die Pandemie betrifft die neuartige Erkrankung COVID-19. Diese wird durch das Virus SARS-CoV-2 aus der Gruppe der Coronaviridae verursacht und gehört in die Gruppe der Atemwegserkrankungen.
Am 28. Februar 2020 bestätigte das Robert Koch-Institut die erste COVID-19-Erkrankung in Schleswig-Holstein. Ab dem 11. März 2020 stufte die Weltgesundheitsorganisation (WHO) das Ausbruchsgeschehen des neuartigen Coronavirus als weltweite Pandemie ein. Der erste Schleswig-Holsteiner, der an den Folgen der Infektion starb, war ein 60-jähriger Mann aus dem Kreis Herzogtum Lauenburg, der bei der Hamburger Feuerwehr arbeitete und am 8. März 2020 während eines Ägypten-Urlaubs starb. Er war zugleich das erste deutsche Opfer der Pandemie. Das erste Opfer in Schleswig-Holstein war Mitte März 2020 ein 78-jähriger Krebspatient, der an Speiseröhrenkrebs litt. Er starb im Universitätsklinikum Lübeck, in dem die Infektion postum festgestellt wurde.

## Statistik

### Infektionsfälle
Bestätigte Infektionen (kumuliert) in Schleswig-Holstein
(nach Daten des Robert Koch-Instituts aus COVID-19-Pandemie in Deutschland)
Bestätigte Infektionen (neue Fälle) in Schleswig-Holstein
(nach Daten des RKI aus COVID-19-Pandemie in Deutschland)
Bestätigte Infektionen (7-Tage-Inzidenz) in Schleswig-Holstein
(nach Daten des RKI aus COVID-19-Pandemie in Deutschland)

### Todesfälle
Bestätigte Todesfälle (kumuliert) in Schleswig-Holstein
(nach Daten des RKI aus COVID-19-Pandemie in Deutschland)
Bestätigte Todesfälle (täglich) in Schleswig-Holstein
(nach Daten des RKI aus COVID-19-Pandemie in Deutschland)
Anmerkungen
1. 1 2 3 4 5  Hier sind Fälle aufgelistet, die dem RKI über den Meldeweg oder offizielle Quellen mitgeteilt wurden. Da es sich um eine sehr dynamische Situation handelt, kann es zu Abweichungen oder Verzögerungen zwischen den RKI-Fällen und Angaben anderer Stellen, etwa der betroffenen Bundesländer oder der Weltgesundheitsorganisation (WHO), kommen.
2. 1 2 3  Die negative Differenz am 21. April 2020 ist nach Angaben des RKI durch die Umstellung auf eine neue Softwareversion bedingt, die Abweichungen sollen so schnell wie möglich behoben werden.
3. 1 2 3  Am 30. April sind die Gesamtzahl und die Differenz zum Vortag inkonsistent, entsprechen aber den Angaben des RKI.
4. 1 2 3  Aufgrund der Korrektur von Einzelfällen wurde am 12. Mai 2020 ein Fall weniger als tags zuvor ausgewiesen und damit eine negative Differenz.

## Reaktionen und Maßnahmen
Ab dem 15. März 2020 mussten Vergnügungs-, Sport- und Freizeitstätten in Schleswig-Holstein schließen. Der Betrieb von Hotels und Gaststätten war unter Auflagen weiterhin erlaubt.
Am 13. März verfügte Schleswig-Holstein eine landesweite Schulschließung ab dem 16. März. Eine Notbetreuung wurde in der Folge für Kinder, deren Eltern in systemrelevanten Berufen arbeiten, eingerichtet. Ab dem 06. Mai wurden Grundschulen wieder geöffnet und der Unterricht in anderen Schulen stufenweise eingeführt.
Am 13. Dezember 2020 wurde eine Schulschließung ab dem 16. Dezember 2020 verfügt und somit die Weihnachtsferien um 3 Schultage verlängert. Es gab eine Aufforderung schon ab dem 14. Dezember nicht zur Schule zu gehen. Nach den Weihnachtsferien wurde zunächst eine Notbetreuung eingerichtet und auf Distanzunterricht gesetzt. Abschlussjahrgänge konnten unterrichtet werden, Berufsschulen erhielten eine flexible Lösung. Ab dem 22. Februar 2021 wurde der Präsenzunterricht für die meisten Grundschulen wieder aufgenommen.
Nachdem bereits ab 15. März die schleswig-holsteinischen Inseln für den Tourismus gesperrt worden waren, wurde am 19. März ein landesweites Tourismusverbot verhängt, das zunächst bis zum 19. April befristet war. Nachdem in einigen Landkreisen Zweitwohnungsbesitzer aufgefordert worden waren, abzureisen, stellte das Innenministerium am 23. März klar, dass diese bleiben dürften, Neuanreisen jedoch nur aus beruflichen oder anderen zwingenden Gründen erlaubt seien. Dies wurde im Folgenden von Polizei und Ordnungsämtern kontrolliert; Personen ohne Erstwohnsitz in Schleswig-Holstein wurden aufgefordert, das Bundesland zu verlassen.
Angesichts von Berichten, nach denen Hamburger Bürgern zu Ostern die Fahrt nach Hause an der schleswig-holsteinischen Landesgrenze in Glückstadt verwehrt worden sei, kritisierte der stellvertretende Chefredakteur des Hamburger Abendblatts, Berndt Röttger, in seinem Leitartikel vom 14. April das Verhalten der Landesregierung scharf als „Kleinstaaterei“ und „Separatismus“, der die Nachbarländer „auseinanderreiße“.
Das Universitätsklinikum Schleswig-Holstein plant eine Biobank für Blutproben von COVID-19-Erkrankten. Eine mindestens zehnjährige Langzeitbeobachtung von Patienten mit überstandener COVID-19-Erkrankung soll dabei helfen, mögliche Spätfolgen der Infektion aufzuzeigen, frühzeitig zu erkennen und zu behandeln.
Am 22. April 2020 beschloss die Landesregierung eine Maskenpflicht ab dem 29. April. Für Lars Harms, Vorsitzender der SSW-Landtagsfraktion, war das „ein unkoordinierter Schnellschuss“.
Im Mai wurde das Virus bei 109 Mitarbeitern der Firma eines Schlachthofs in Bad Bramstedt im Kreis Segeberg nachgewiesen, die in der ehemaligen Liliencron-Kaserne in Kellinghusen untergebracht waren. Auch in Coesfeld in Nordrhein-Westfalen wurde das Virus bei 151 Mitarbeitern einer Fleischfabrik nachgewiesen. In diesen Orten war daher die in einer Übereinkunft von Bund und Ländern festgelegte Obergrenze von 50 Neuinfektionen pro 100.000 Einwohnern innerhalb von sieben Tagen überschritten, ab der wieder strikte Beschränkungen einzuführen sind. In beiden Bundesländern wurden daraufhin COVID-19-Tests in allen Schlachthöfen veranlasst.
Im Januar 2021 wurden 23 Menschen in der Justizvollzugsanstalt Itzehoe positiv getestet.

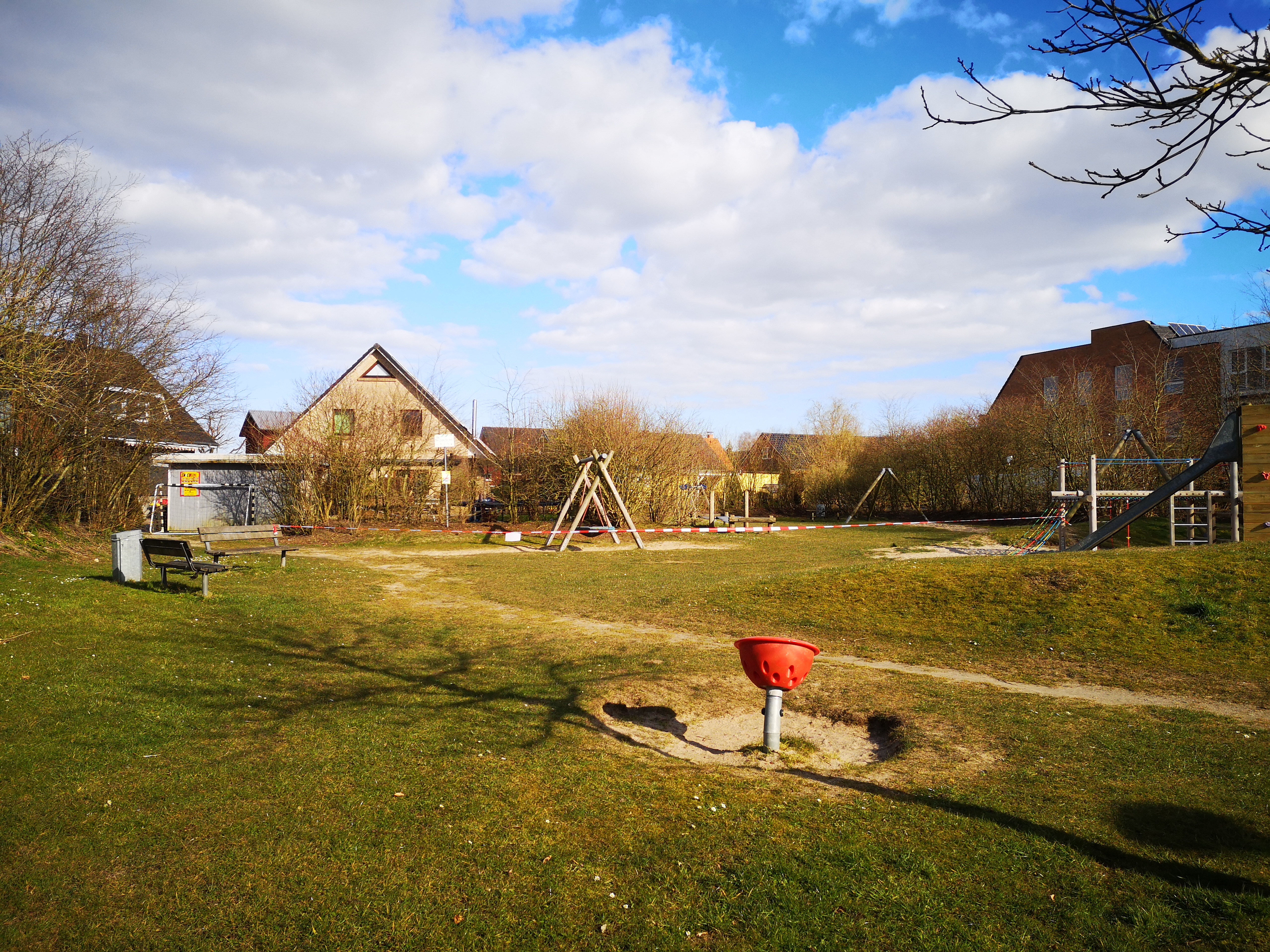
Gesperrter Spielplatz in Flensburg
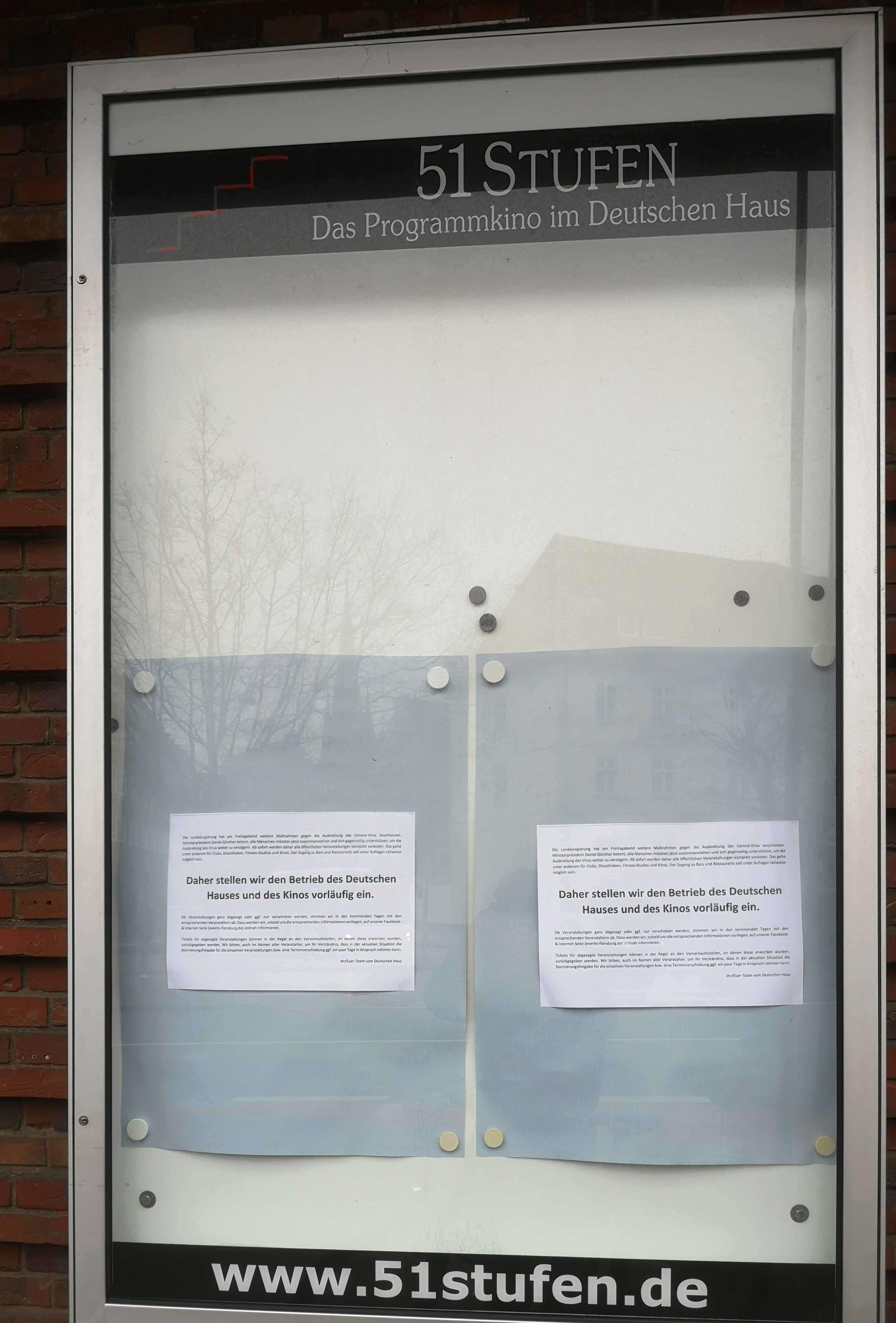
Abgesagte Veranstaltungen im Deutschen Haus Flensburg
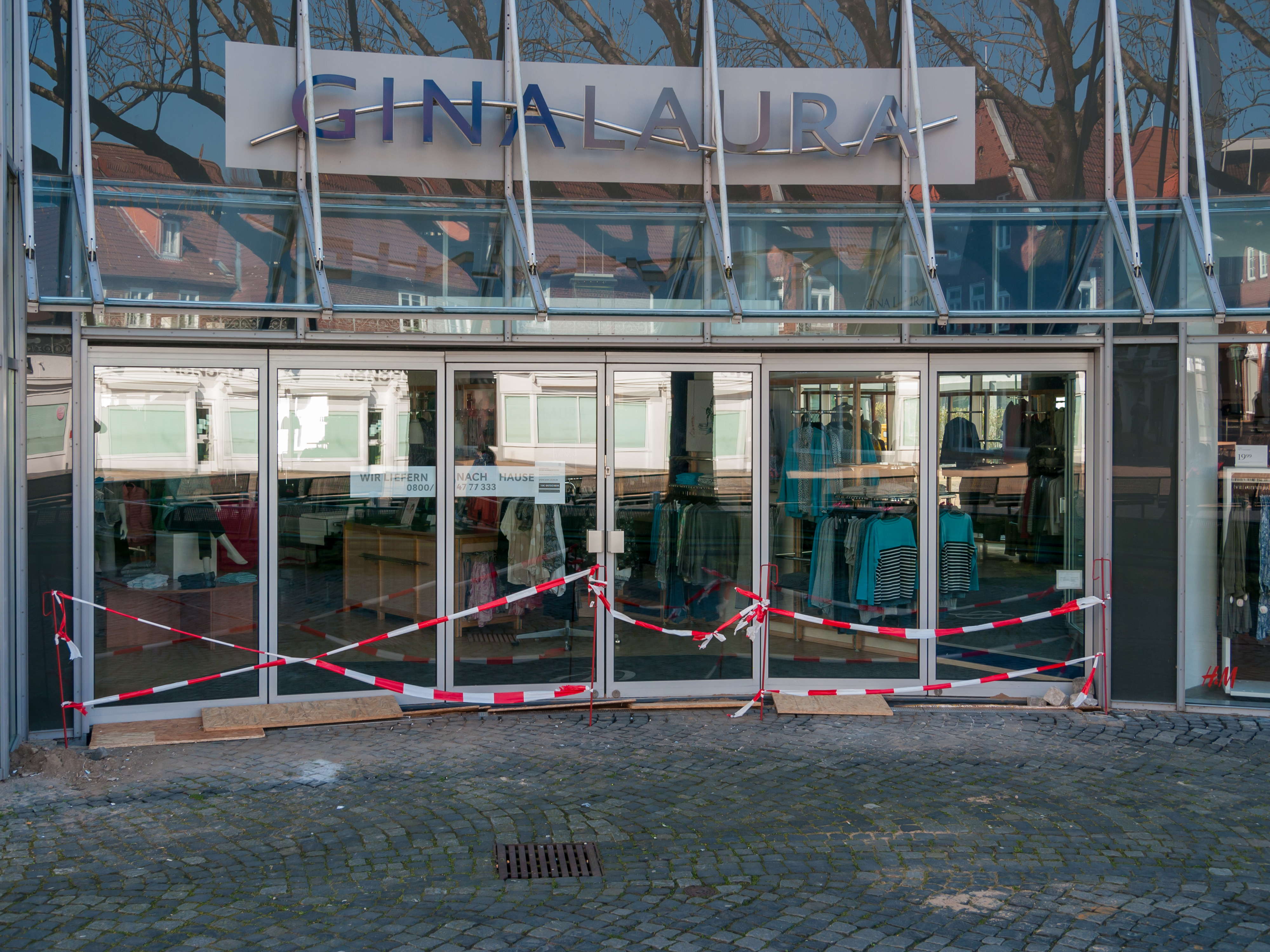
Geschlossenes Geschäft in Rendsburg
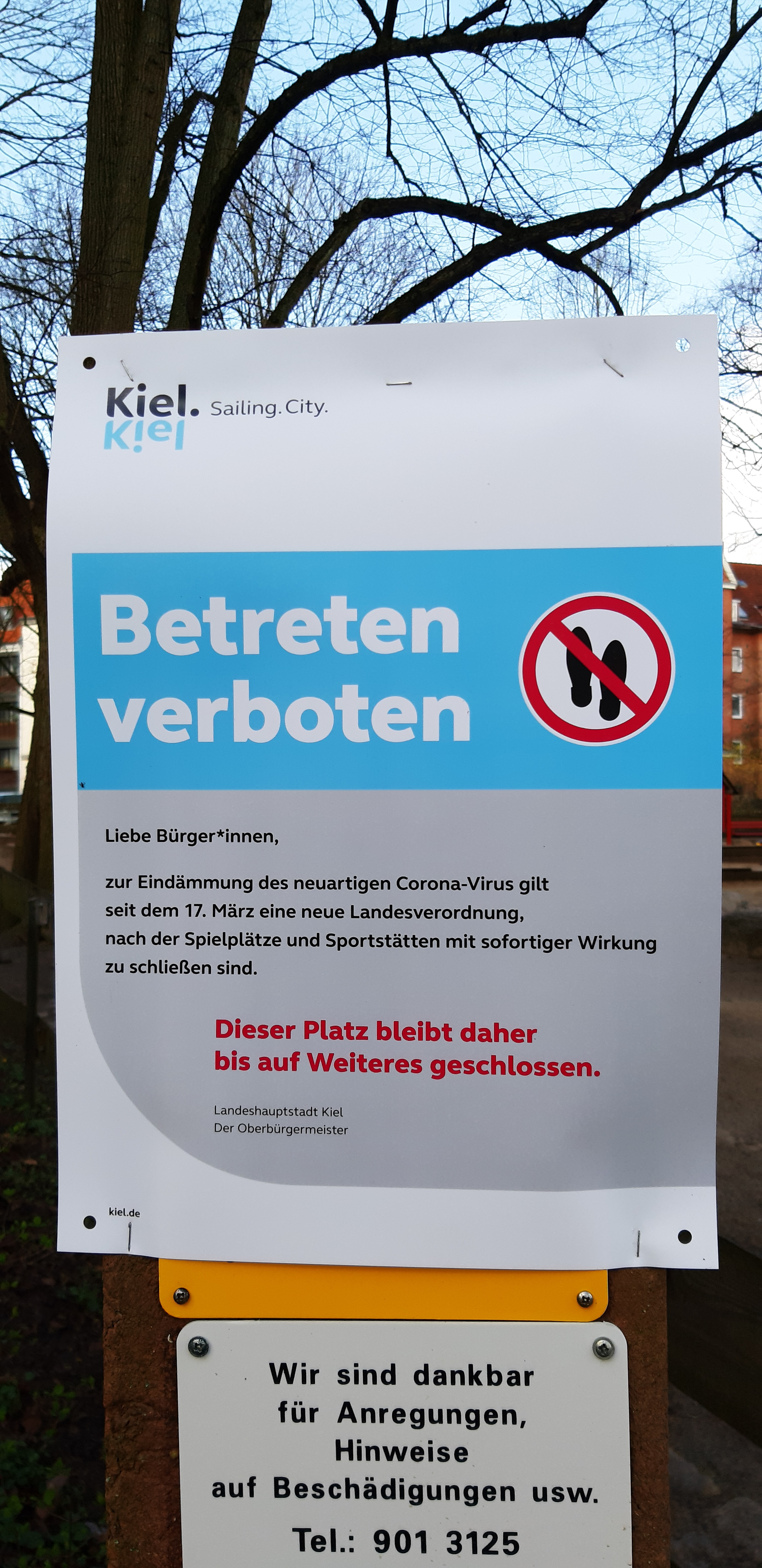
Geschlossener Spielplatz im Schrevenpark in Kiel
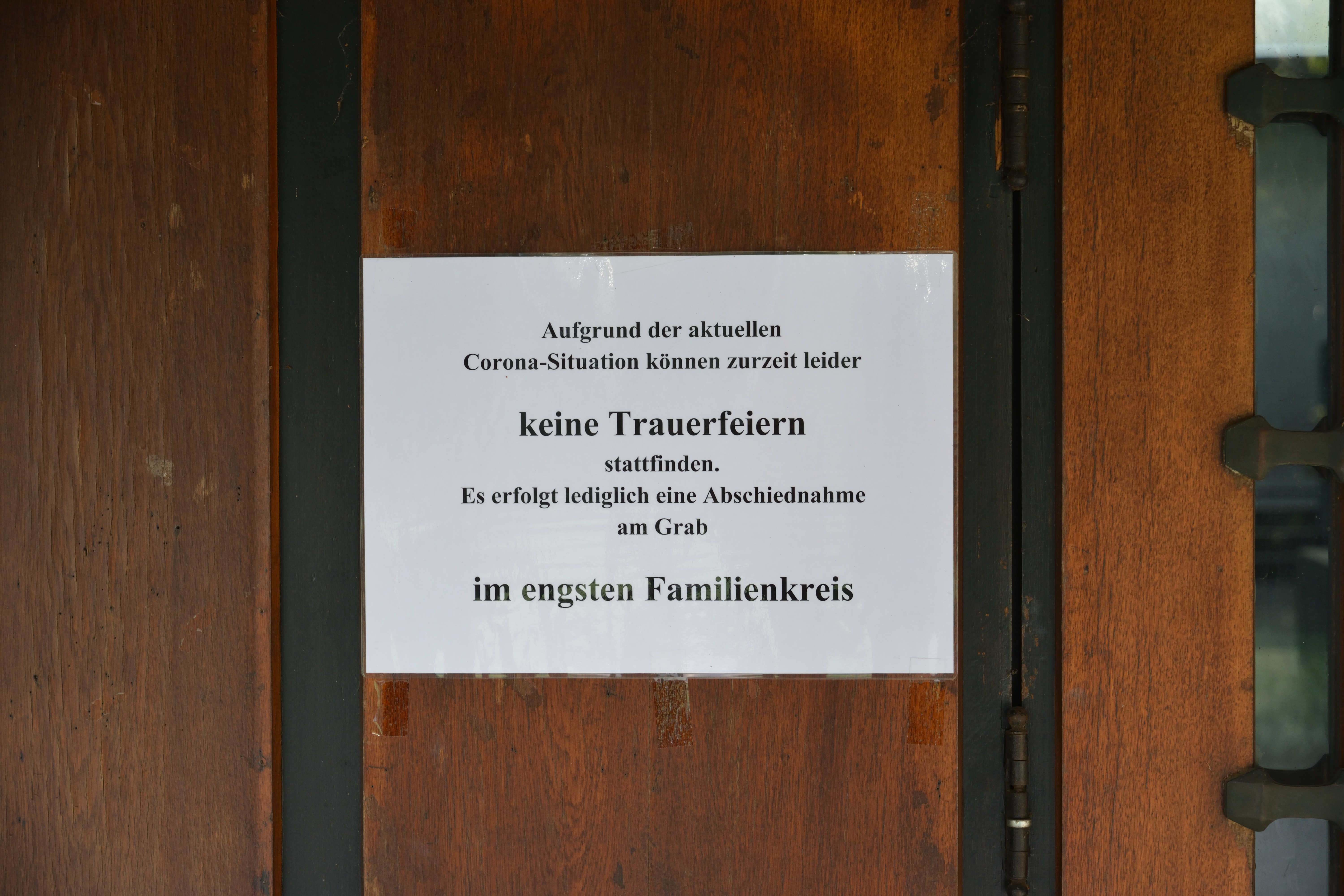
Keine Trauerfeiern mehr in Neumünster
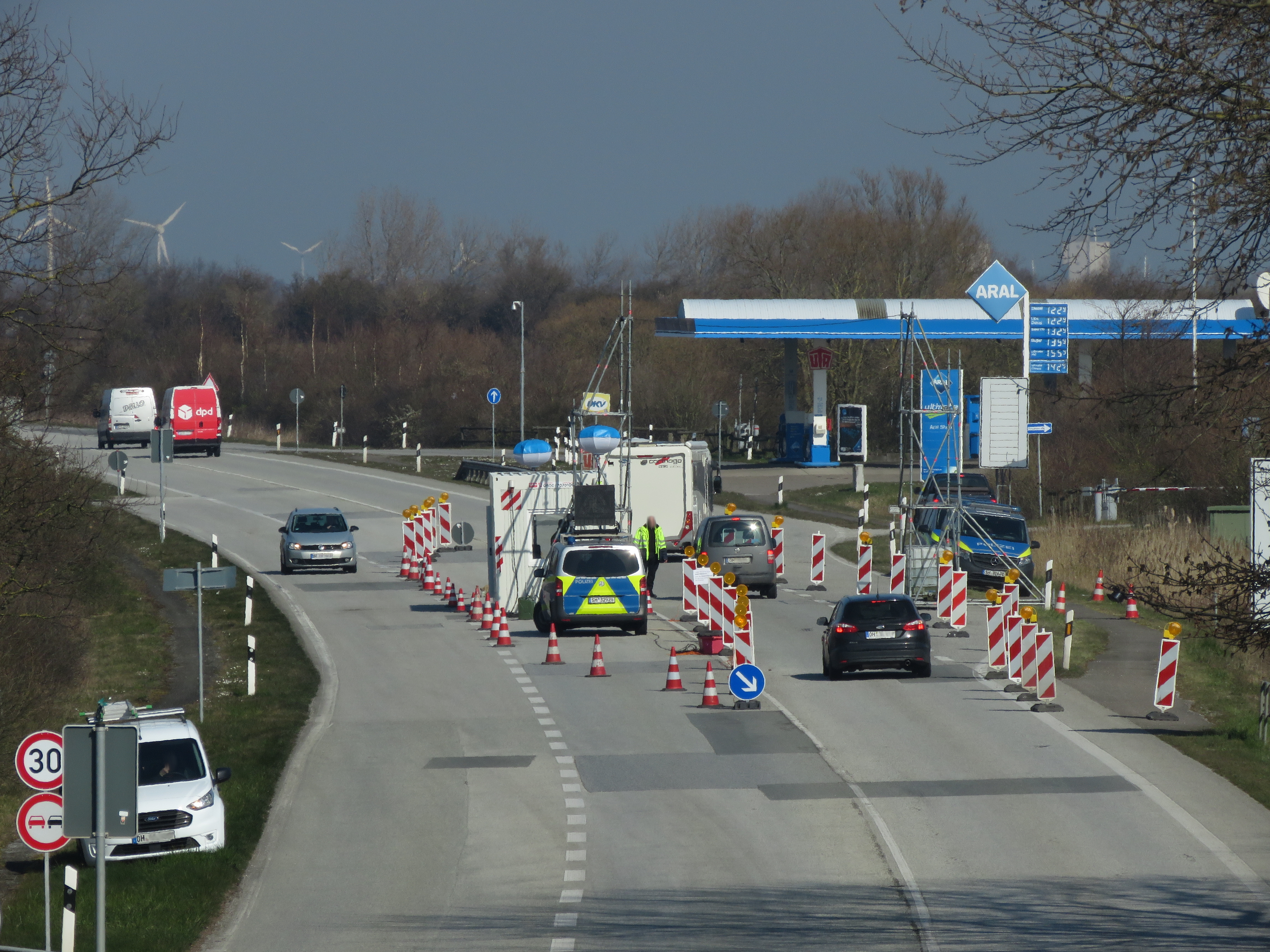
Blick auf die Polizeikontrollstelle der Polizei in Großenbrode während der COVID-19-Pandemie
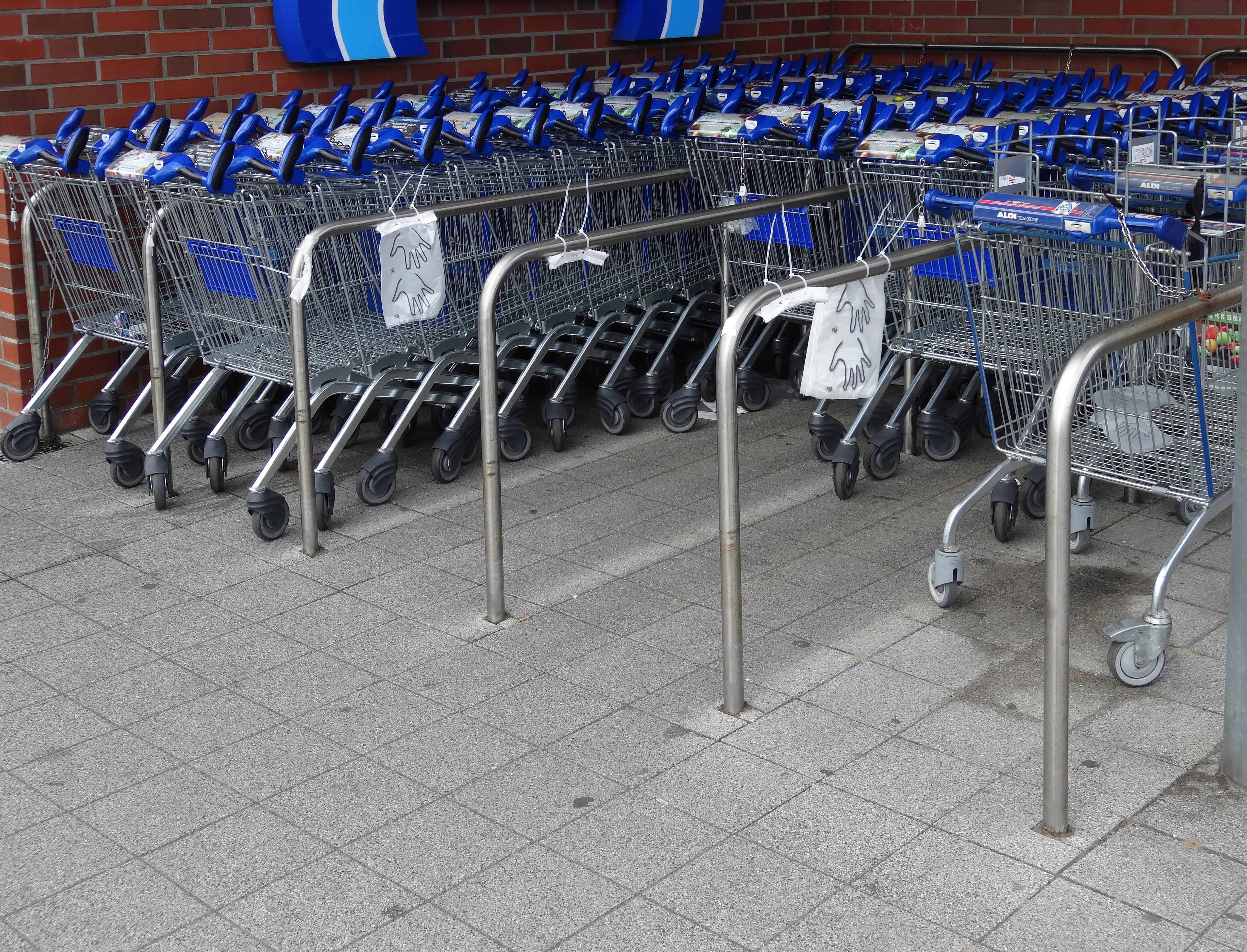
Kostenlose Abgabe von Einmalhandschuhen im Rahmen der Corona-Pandemie in einem Supermarkt in Itzehoe
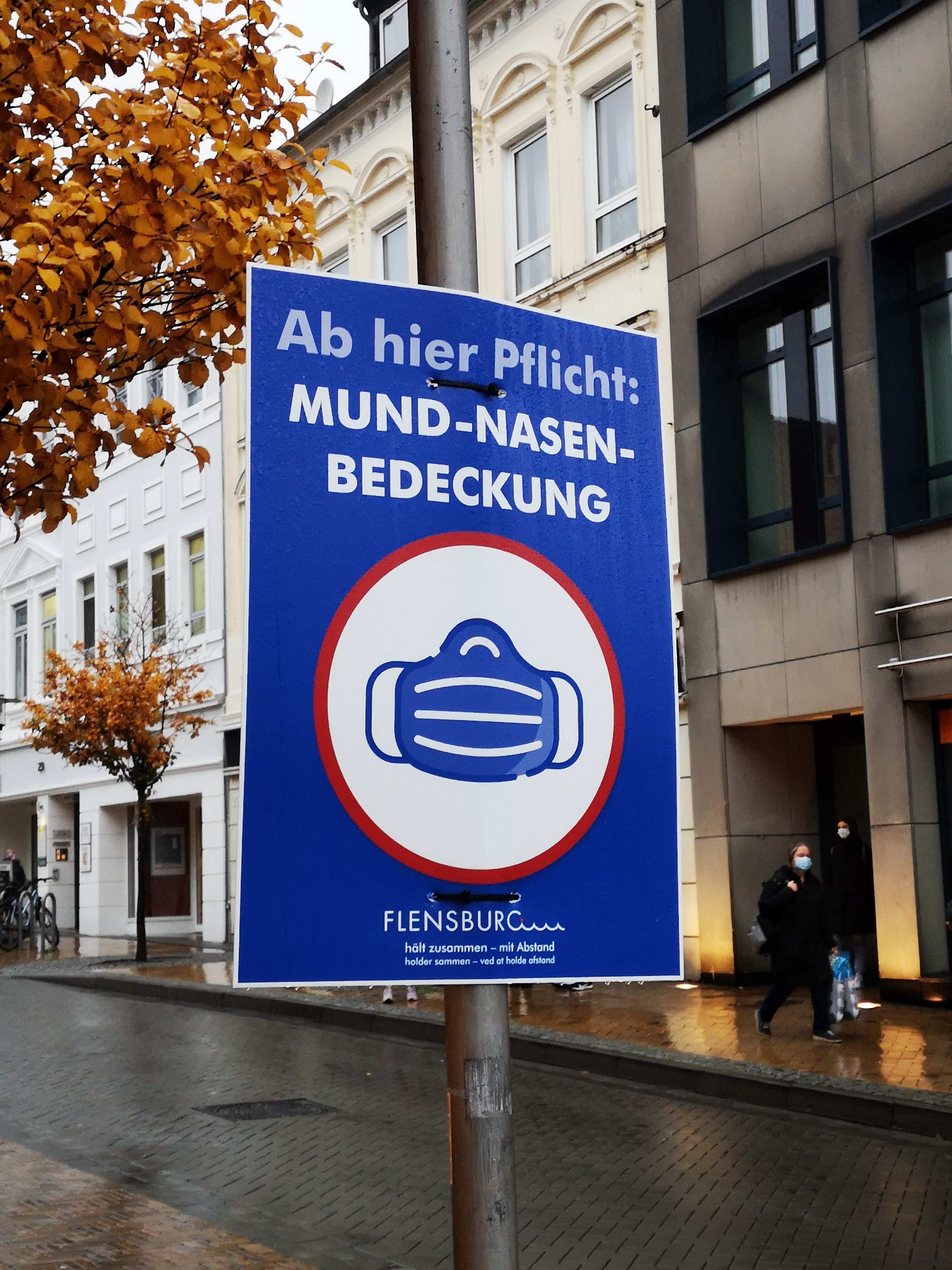
Hinweisschild zur Maskenpflicht in Flensburg